# Валиант (линеен кораб, 1914)
Валиант (на английски: HMS Valiant) е британски линеен кораб – супердредноут. Кораб от типа „Куин Елизабет“. Участва в двете световни войни. Заложен е на 31 януари 1913 г. в корабостроителницата Fairfield Shipbuilding в Говън (днес част от Глазгоу), Шотландия. Спуснат на вода на 4 ноември 1914 г. Влиза в строй на 19 февруари 1916 г.

## История на службата
„Валиант“ взема участие в Ютландското сражение, атаката на вишисткия флот в Мерс ел-Кебир (част от Операция Катапулт), в боя при Матапан.